# Diano Castello
Diano Castello là một đô thị ở tỉnh Imperia trong vùng Liguria, tọa lạc khoảng 90 km về phía tây nam của Genoa và khoảng 5 km về phía đông bắc của Imperia. Tại thời điểm ngày 31 tháng 12 năm 2004, đô thị này có dân số 2.061 người và diện tích là 6 km².
Diano Castello giáp các đô thị sau: Diano Arentino, Diano Marina, Diano San Pietro, Imperia, và San Bartolomeo al Mare.

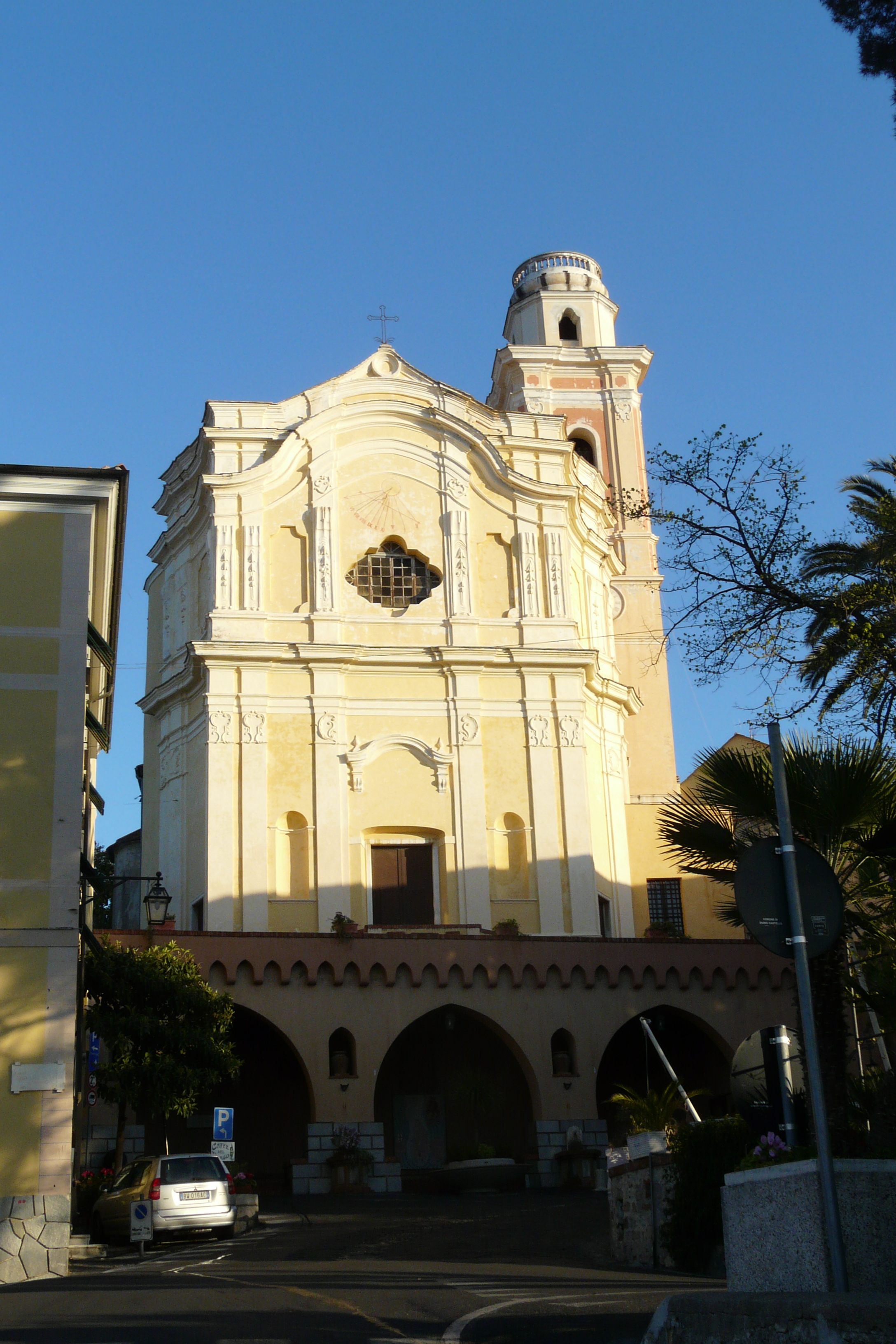
Nhà thờ San Nicolò di Bari
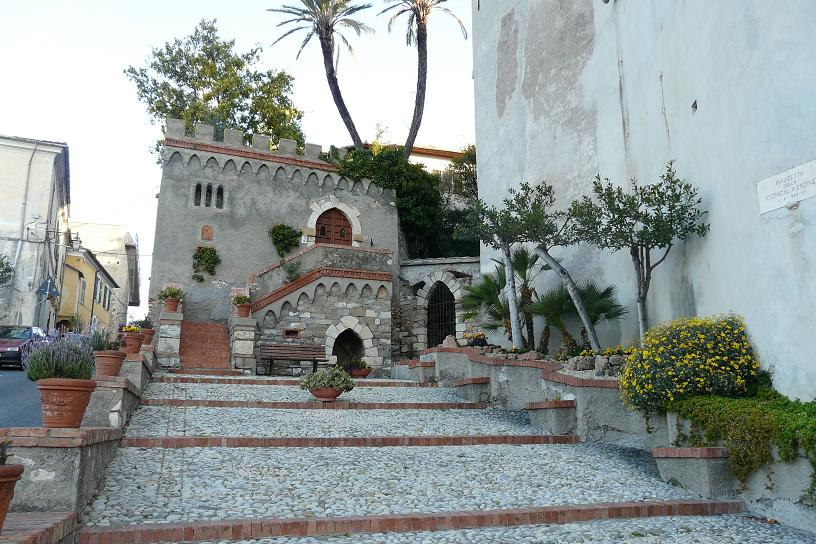
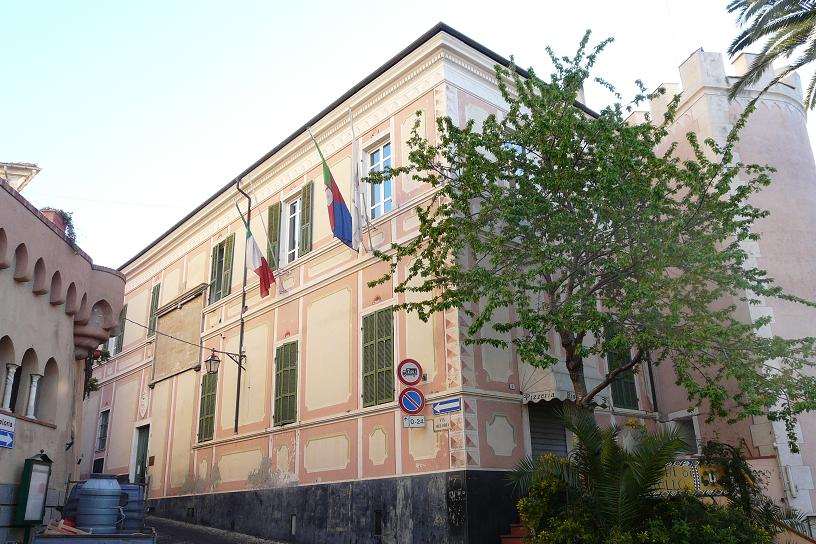
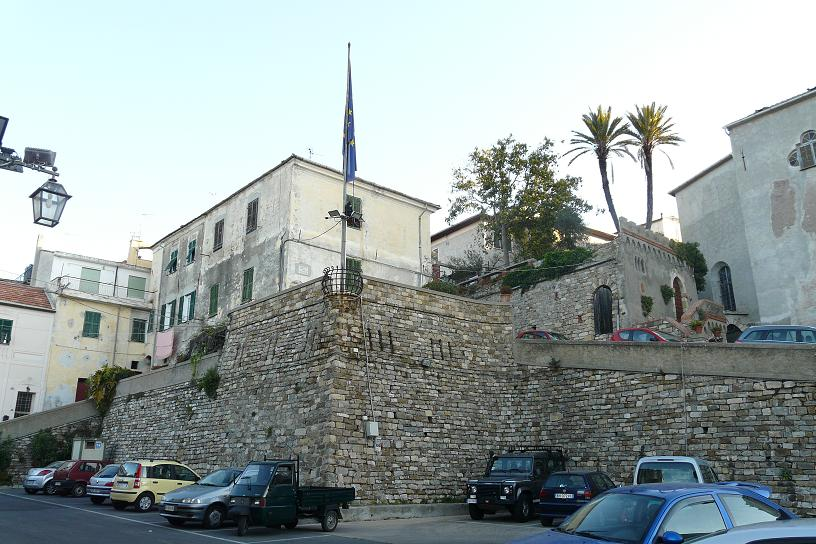